# Food (album)
Albums de Kelis
Flesh Tone
(2010) Live in London
(2014)
Singles
1. Jerk Ribs
Sortie : 14 février 2014
2. Rumble
Sortie : 11 avril 2014
3. Friday Fish Fry
Sortie : 14 juillet 2014

Food est le sixième album studio de Kelis, sorti le 18 avril 2014.
Entièrement produit par Dave Sitek, l'album s'est classé 12e au Top Independent Albums et 73e au Billboard 200.

## Liste des titres
Toutes les chansons sont écrites et composées par Kelis Rogers, Dave Sitek et Todd Simon, sauf mention contraire..
| No  | Titre               | Auteur                                                                                | Contient un (des) sample(s) de | Durée |
| --- | ------------------- | ------------------------------------------------------------------------------------- | ------------------------------ | ----- |
| 1.  | Breakfast           |                                                                                       |                                | 4:20  |
| 2.  | Jerk Ribs           |                                                                                       | Fever de Jingo                 | 4:12  |
| 3.  | Forever Be          |                                                                                       |                                | 3:32  |
| 4.  | Floyd               |                                                                                       |                                | 4:59  |
| 5.  | Runnin'             |                                                                                       |                                | 4:17  |
| 6.  | Hooch               | Kelis, Jeremy Reeves, Jonathan Yip, Ray Romulus, Ray Charles McCullough, Sitek, Simon |                                | 3:29  |
| 7.  | Cobbler             |                                                                                       |                                | 3:19  |
| 8.  | Bless the Telephone | Labi Siffre                                                                           |                                | 2:31  |
| 9.  | Friday Fish Fry     |                                                                                       |                                | 4:41  |
| 10. | Change              |                                                                                       |                                | 3:42  |
| 11. | Rumble              |                                                                                       |                                | 3:13  |
| 12. | Biscuits n' Gravy   |                                                                                       |                                | 4:23  |
| 13. | Dreamer             |                                                                                       |                                | 3:27  |

| 14. | Rumble (Breach Remix) | 3:23 |

| 1. | Jerk Ribs (Mount Kimbie Remix)          | 3:49 |
| 2. | Rumble (Breach Remix)                   | 3:23 |
| 3. | Runnin' (Machinedrum Remix)             | 5:14 |
| 4. | Jerk Ribs (Ben Pearce Extended Version) | 5:56 |
| 5. | Jerk Ribs (Beatnik Remix)               | 4:36 |
| 6. | Rumble (Breach Extended Dub)            | 6:29 |
| 7. | Jerk Ribs (Will Saul & Komon Remix)     | 6:25 |
| 8. | Rumble (Actress Sixinium Bootleg Mix)   | 5:20 |